# کرمیت قورباغه
کِرمیتِ قورباغه (به انگلیسی: Kermit the Frog)، شخصیت ماپتی است که در اصل توسط جیم هنسن ایجاد و اجرا شد. کرمیت که در ۱۹۵۵ میلادی معرفی شد، به عنوان پروتاگونیست آدم‌های معمولی برای چندین تولید ماپتی عمل می‌کند، معروف‌ترین این تولیدات «سسمی استریت» و «نمایش ماپت» هستند، به علاوه سایر مجموعه‌های تلویزیونی، فیلم‌های تلویزیونی و اعلامیه‌های خدمات عمومی طی سالیان سال. او به عنوان شانس‌بیار شرکت جیم هنسن خدمت کرده و در پروژه‌های مختلف هنسن ظاهر شد.
کرمیت تک‌آهنگ محبوب «سبز بودن» (Bein' Green) را در ۱۹۷۰ میلادی و «اتصال رنگین‌کمانی» (Rainbow Connection) را در ۱۹۷۹ میلادی برای «فیلم ماپت‌ها»، اولین فیلم‌سینمایی که ماپت‌ها را نشان می‌داد اجرا نمود. اجرای اصلی کرمیت از «اتصال رنگین‌کمانی» به شماره ۲۵م در بیلبورد هات ۱۰۰ رسید و در ۲۰۲۱ میلادی به فهرست ملی ضبط اصوات کتابخانه کنگره افزوده شد. هنسن کرمیت را تا زمان مرگش در ۱۹۹۰ میلادی اجرا کرد و سپس استیو ویتمایر کرمیت را از آن زمان تا انفصالش در ۲۰۱۶ میلادی اجرا نمود. کرمیت توسط مت فوگل از ۲۰۱۷ میلادی اجرا شده است. همچنین توسط فرانک ولکر در «بچه ماپت‌ها» (Muppet Babies) و گاهی در سایر پروژه‌های پویانمایی بر رویش صداگذاری شده است. همچنین «مت دَنِر» در اجرای مجدد «بچه ماپت‌ها» در ۲۰۱۸ میلادی بر روی آن صداگذاری کرد.
نگاه و صدای کرمیت در فرهنگ مردمی سراسر جهان برای دهه‌ها شناخته شده و این کاراکتر در ۲۰۰۶ میلادی به عنوان مؤلف «قبل از اینکه بپری: بزرگ‌ترین درس‌های زندگی از چشم یک قورباغه» (Before You Leap: A Frog's Eye View of Life's Greatest Lessons) کسب اعتبار کرد، «خود زندگی‌نامه‌ای» که از چشم‌انداز خود کاراکتر بیان شده است.